# 단고추
단고추는 가지과 고추속 식물의 열매 가운데 맵지 않은 것을 일컫는다. 매운 것은 고추라 불린다. 한국원예학회가 발간한 원예학 용어집에서는 파프리카와 피망을 둘 다 단고추로 분류하고 있다.
피망(프랑스어: piment, 문화어: 사자고추)은 고추(Capsicum annuum)의 재배종군 가운데 하나이다. 색은 빨강·노랑·초록 등으로 다양하고, 종 모양이다. 캡사이신을 만드는 유전자가 열성을 띄기 때문에 매운 맛이 덜하다. 
파프리카(헝가리어: paprika)는 피망보다도 매운 맛이 없고 단맛이 강하다. 일반적으로 매운맛이 나고 육질이 질긴 것을 피망, 단맛이 많고 아삭아삭하게 씹히는 것을 파프리카라고 부른다. 

## 같이 보기
- 스코빌 척도